# Гусев, Павел Николаевич
Па́вел Никола́евич Гу́сев (род. 4 апреля 1949, Москва) — советский и российский журналист, медиаменеджер, общественный деятель, главный редактор (с 1983 года) и владелец газеты «Московский комсомолец», председатель Союза журналистов Москвы (с 1991 года), член Общественной палаты Российской Федерации, член Совета при президенте Российской Федерации по развитию гражданского общества и правам человека, председатель Общественного совета при министерстве обороны Российской Федерации (с 2013 года), заслуженный журналист Российской Федерации (2018 год), заслуженный работник культуры Российской Федерации (1998 год).
Вследствие вторжения России на Украину внесён в санкционные списки всех стран Евросоюза, Великобритании и других стран.

## Биография

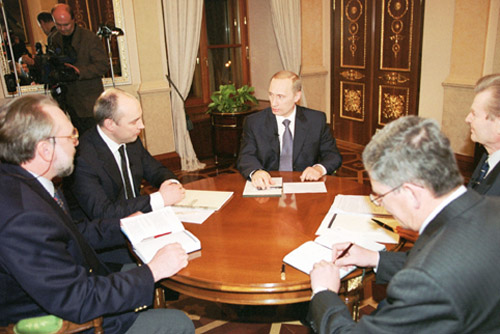
Владимир Путин и главреды газет «Известия», «Комсомольская правда», «Труд» и «Московский комсомолец», 2002 год

Родился 4 апреля 1949 года в Москве. Дед по линии отца — Павел Николаевич Гусев — был комиссаром чапаевской дивизии (после Фурманова); репрессирован в 1937 году, и с протоколами его допросов Гусев ознакомился только в 2012 году. Отец — Николай Павлович Гусев, военный переводчик, ставший после демобилизации главным редактором одного из подразделений «Внешторгиздата». Мать — Алла Михайловна Гусева (в девичестве Кононенко), театральный работник, занимавшаяся созданием костюмов актёров.
В 1971 году окончил Московский геологоразведочный институт им. С. Орджоникидзе, а 1975 году — аспирантуру того же института. В 1986 году заочно окончил Литературный институт имени А. М. Горького по специальности «литературный работник».
В 1971—1974 годах — младший научный сотрудник в Московском геологоразведочном институте. В 1975 году стал вторым, а в 1976 году — первым секретарём Краснопресненского районного комитета ВЛКСМ Москвы. В 1980 году был назначен ответственным организатором международного отдела ЦК ВЛКСМ.
С 1983 года — главный редактор газеты «Московский комсомолец» («МК»), которую приватизировал девять лет спустя. Под руководством Гусева «Московский комсомолец» в начале 1990-х превратился в одну из самых популярных газет страны. В 1991 году П. Н. Гусев утверждал, что «…главные редакторы и руководители прессы всегда будут подбираться по политическим или административным соображениям». В 1992 году, сохраняя пост главного редактора «МК», занимал пост министра в правительстве Москвы, руководил департаментом по делам печати и информации, что являлось нарушением действующего законодательства. С 2006 года — председатель комиссии Общественной палаты Российской Федерации по коммуникациям, информационной политике и свободе слова в СМИ.
С января 2006 года — председатель комиссии Общественной палаты по поддержке средств массовой информации как основы гражданского общества, обеспечению свободы слова и доступа к информации. 27 марта 2013 года, после резонансного конфликта с думской фракцией «Единая Россия» из-за опубликованной в «МК» статьи Г. Янса «Политическая проституция сменила пол», на съезде Союза журналистов Москвы единогласно переизбран его председателем.
10 июля 2013 года поддержал законопроект об ужесточении уголовной ответственности за насилие в отношении журналистов, приравнении деятельности представителей СМИ к деятельности сотрудников правоохранительных органов. В декабре 2013 года по требованию губернатора Подмосковья А. Воробьёва Гусев вынужден был оставить пост председателя общественной палаты Московской области из-за публикации в «МК» статьи Александра Минкина «Милостивый государь», посвящённой помилованию В. Путиным бизнесмена Михаила Ходорковского. Статья была удалена с сайта газеты, но её можно прочесть в рунете.

### Должности и общественная деятельность

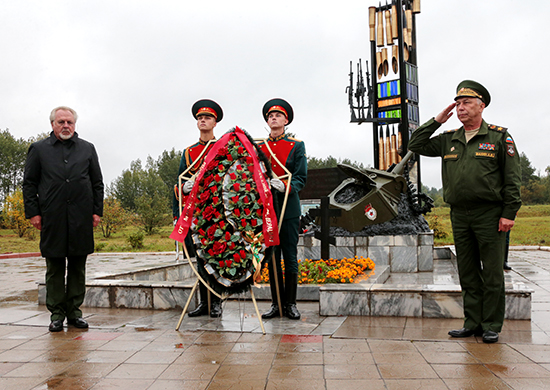
Возложение венков к памятнику танкистам в Кубинке. Парк «Патриот», 2013 год

По состоянию на 2013 год Павел Гусев — генеральный директор ЗАО «Редакция газеты „Московский комсомолец“»; президент Союза журналистов Москвы; председатель комиссии Общественной палаты РФ по коммуникациям, информационной политике и свободе слова в СМИ; советник главы города г. Москвы; декан высшей школы журналистики Международного университета в Москве; главный редактор и издатель специальных еженедельных выпусков «МК» в 64 регионах России, еженедельных выпусков «МК» на Украине, в Белоруссии, Латвии, Казахстане и Киргизии, еженедельных выпусков «МК», издаваемых в США — еженедельная цветная русско-американская газета «В Новом свете», в Израиле — «Русский израильтянин» (до 2003 года), в Канаде — «МК — Наша газета», главный редактор «Российской охотничьей газеты» (1994 г.), журналов «Природа и охота» (1994—2003 гг.), «Магнум» (1998—2003 гг.), «Охотничьи собаки» (1998—2003 гг.), «Охотник за трофеями» (2002 г.), «Охота и рыбалка XXI век» (2003 г.). С 2011 года — член НП «национальный союз библиофилов».
24 апреля 2013 избран председателем общественного совета при Министерстве обороны Российской Федерации. Является членом попечительского совета государственного академического Малого театра.
В 2018 году — доверенное лицо Владимира Путина на президентских выборах 18 марта 2018 года.

## Личная жизнь
Женат четвёртым браком, пятеро детей: сын Алексей (от первого брака), дочь Екатерина от второго брака с актрисой Светланой Амановой и три дочери — Ксения (телеведущая), Ярослава и Александра от третьего брака c Евгенией Ефимовой (род. в 1974 г.), которая возглавляет объединённую редакцию изданий мэра и правительства Москвы, в прошлом гендиректор издательского дома «Эксим», член гольф-клуба Moscow Country Club, член попечительского совета Московского столичного клуба.
В августе 2018 года стало известно, что Ефимова подала к Гусеву иск о разводе и разделе имущества.
Евгения Ефимова просила суд признать за ней право на 5 нежилых помещений, квартиру и 11 земельных участков, а также обязать бывшего мужа выплатить ей денежную компенсацию за его доли в «Московском комсомольце», ЗАО «Издательский дом МК», «Фрегат» и ООО «МК.Медиа-сервис», ООО "Рекламно-информационное агентство «О’кей» и передать ей половину денег, хранящихся на его российских и зарубежных счетах. Также она просит выселить Павла Гусева из их квартиры в центре Москвы[уточнить].
В 2019 году Павел Гусев женился на певице Нине Шацкой (род. 1966).
Гусев увлекается бильярдом, охотой, гольфом.

## Собственность
В собственности Гусева контрольные пакеты акций ряда медиакомпаний, включая ЗАО «Редакция газеты Московский комсомолец» и ЗАО «Издательский дом МК». Недвижимое имущество Гусева оценивается примерно в 1,5 млрд руб, стоимость акций в компаниях около 30 млрд руб.
Согласно данным финского издания «Yle», он вместе с бывшей женой владеет в Финляндии домом и земельными участками общей площадью примерно в 20 га на берегу озера. В мае 2022 года это имущество было арестовано властями Финляндии в связи с включением собственника в санкционный список Евросоюза.

## Санкции
В мае 2016 года включён Петром Порошенко в санкционный список Украины, ему запрещён въезд на Украину, 19 октября 2022 года Украина расширила санкции.
8 апреля 2022 года включён в санкционный список Евросоюза в связи с вторжением России на Украину как «глава главного российского таблоида „Московский комсомолец“, поддерживающего кремлевские нарративы и действия, которые подрывают или угрожают территориальной целостности, суверенитету и независимости Украины».
С 4 мая находится в списке санкций Великобритании.
14 октября 2022 года внесён в санкционные списки Канады за причастность к распространению российской дезинформации и пропаганды.
Также находится в санкционном списке Украины и Швейцарии.

## Критика
Виктор Шендерович высказался, что Гусев начинал 
«свою прилюдную эволюцию твердокаменным членом ЦК ВЛКСМ, на наших глазах последовательно всплывал на поверхность перестройщиком горбачёвской волны, демократом-сторонником Ельцина, записным патриотом при Конгрессе русских общин, ярым сторонником Лужкова и, наконец, послушным путинцем».

Описывая приход П. Н. Гусева в «МК», в федеральной газете «Солидарность» под руководством А. К. Исаева, впоследствии депутата Госдумы, отмечали: 
«В то время важнейшим достоинством главного редактора (благо они все как один — выходцы из номенклатуры, никогда не работавшие корреспондентами или обозревателями) было умение не мешать журналистам делать газету. Этим искусством Гусев обладал».

Старший научный сотрудник отделения опухолей головы и шеи НИИ детской онкологии и гематологии ФГБУ «НМИЦ онкологии имени Н. Н. Блохина» Максим Рыков обвинил Павла Гусева в снятии статьи «Московского комсомольца» о ситуации в НМИЦ буквально за пять минут до сдачи в печать. По его словам, там массово увольняли врачей, не выплачивали им зарплаты; во время посещения больницы представителями СМИ запирали палаты; угрожали родителям больных детей о снятии последних с лечения, что равносильно гибели, за общение с журналистами; про вынесение заведомо ложных заключений Минздрава о действительном положении в больнице.
В марте 2021 года П. Н. Гусев присутствовал на военном параде в Мьянме вскоре после того, как совершившая переворот военная хунта расстреляла более ста человек мирных протестующих, включая нескольких детей.

## Признание
- Орден «За заслуги перед Отечеством» IV степени (3 апреля 2024 года) — за большой вклад в развитие средств массовой информации, активную общественно-политическую деятельность и многолетнюю плодотворную работу[35]
- Орден Почёта (29 июля 2009 года) — за большой вклад в развитие культуры, печати, телерадиовещания и многолетнюю плодотворную деятельность[1][36][37]
- Заслуженный журналист Российской Федерации (27 декабря 2018 года) — за заслуги в развитии отечественной журналистики и многолетнюю плодотворную работу[38]
- Заслуженный работник культуры Российской Федерации (26 января 1998 года) — за заслуги в области культуры и многолетнюю плодотворную работу[39]
- Благодарность Президента Российской Федерации (25 июля 1996 года) — за активное участие в организации и проведении выборной кампании президента Российской Федерации в 1996 году[40]
- Премия Правительства Российской Федерации в области средств массовой информации (23 декабря 2020 года) — за актуальность и достоверность информации на страницах газеты «Московский Комсомолец»[41]
- В рейтинге высших руководителей—2010 газеты «Коммерсантъ» занял VII место в номинации «медиабизнес»[42]
- Лауреат общественной российской премии «Лучшие перья России» (1999)[1]
- Знак отличия «За заслуги перед Москвой» (2003)[1]
- Почётная грамота Московской Городской Думы (18 июня 2003 года) — за заслуги перед городским сообществом[43]
- Медаль «За отличие в службе в Сухопутных войсках» (2017) — за активное участие в военно-патриотическом воспитании военнослужащих[44]
- Юбилейный нагрудный знак Московской областной думы «20 лет Московской областной думе» (14 ноября 2013 года)[45].
- Почётный гражданин города Бишкек — за большой вклад в укрепление и расширение дружеских отношений между российским и кыргызским народами[46].
- «Легенда российской журналистики» (2020)[47].[прояснить]

## В литературе
Послужил прототипом первого секретаря Краснопролетарского районного комитета ВЛКСМ и комсомольского организатора Московской писательской организации в повести Юрия Полякова «ЧП районного масштаба», а также одного из персонажей — Павла Лебедева, главного редактора газеты «Московский богомолец» — в романе Сергея Амана «Журналюги».